# Утакмице фудбалске репрезентације Мађарске 1916.
| Домаћин · 1916 | Гост · 1916 |

Фудбалска репрезентација Мађарске је током 1916. године играла укупно четири утакмце, све против Аустрије. Имре Шлосер је обележио свој 50. наступ за репрезентацију 5. новембра 1916. године на утакмици против Аустрије у Бечу. Утакмицу је обележио скандал, у 70. минуту аустријски судија Макс Земан није досудио легалан гол Конрада II. Алфред Шафер је протестовао због тога и био је искључен из игре. Утакмица није била одиграна до краја јер ју је судија прекинуо због мрака.
Савезни капетан (селектор) националног тима је био:
- Херцог Еде

## Утакмице
| Аустрија                      | 3 : 1 (0 : 0) | Мађарска      |
| ----------------------------- | ------------- | ------------- |
| Бауер 62’ 70’ · Студницка 76’ | Извештај      | Кертес II 58’ |

| Мађарска               | 2 : 1 (2 : 1) | Аустрија  |
| ---------------------- | ------------- | --------- |
| Шафер 11’ · Шлосер 25’ | Извештај      | Бауер 27’ |

| Мађарска                  | 2 : 3 (1 : 3) | Аустрија                     |
| ------------------------- | ------------- | ---------------------------- |
| Тот Потја 21’ · Шафер 71’ | Извештај      | Бауер 2’ 30’ · Грундвалд 15’ |

| Аустрија                  | 3 : 3 (2 : 2) | Мађарска                                          |
| ------------------------- | ------------- | ------------------------------------------------- |
| Бауер 17’ 52’ · Краус 25’ | Извештај      | Шлосер 33’ · Калман Конрад II 45’ · Шафер 56’ 67’ |

Састав репрезентације Мађарске на 58. утакмици
Микша Кнап, Бела Керлинг, Ференц Чидер, Ђула Биро, Јожеф Гинг, Елемир Ковач, Јожеф Винклер, Вилмош Кертес II, Алфред Шафер, Калман Конрад, Петер Сабо
- Селектор: Миндер[2]

Састав репрезентације Мађарске на 59. утакмици
Микша Кнап, Имре Пајер, Ференц Чидер, Ђула Биро, Ференц Њул I, Јожеф Гинг, Шандор Боднар, Вилмош Кертес II, Имре Шлосер, Алфред Шафер, Петер Сабо
- Селектор: Миндер[3]

Састав репрезентације Мађарске на 60. утакмици
Микша Кнап, Имре Пајер, Ференц Чидер, Вилмош Кертес II, Јожеф Гинг, Антал Ваго, Тот Потја, Шандор Боднар, Имре Шлосер, Алфред Шафер, Гашпар Боднар
- Селектор: Миндер[4]

Састав репрезентације Мађарске на 61. утакмици
Антал Дир, Ференц Чидер, Јожеф Зигл, Вилмош Кертес II, Ференц Њул, Антал Ваго, Тот Потја, Калман Конрад, Имре Шлосер, Алфред Шафер, Петер Сабо
- Селектор: Миндер[5]

## Играчи репрезентације
| - Имре Шлосер - Имре Пајер - Калман Конрад - Фриђеш Миндер (селектор) |